# Выборы президента Молдовы
Выборы президента Республики Молдова (рум. Alegerile prezidențiale în Republica Moldova) проходят каждые четыре года. Избранный президент вступает в должность со дня принесения присяги.
Президентом Республики Молдова может быть избран гражданин, имеющий право избирать, достигший 40-летнего возраста, проживавший или проживающий на территории Республики Молдова не менее 10 лет и владеющий государственным языком.

## Процедура избрания президента
В 1991—2000 годах президент Республики Молдова избирался всенародным голосованием.
С выборов 2000 года президент избирался парламентом Республики Молдова тайным голосованием.
Избранным считается кандидат, набравший 3/5 голосов избранных депутатов. Если ни один из кандидатов не набрал необходимого количества голосов, проводится второй тур голосования по первым двум кандидатурам, установленным в порядке убывания числа голосов, полученных в первом туре. Если и во втором туре голосования ни один из кандидатов не набрал необходимого количества голосов, проводятся повторные выборы. Если и после повторных выборов президент не избран, действующий президент распускает парламент и назначает дату выборов нового парламента. Процедура избрания президента устанавливается органическим[прояснить] законом.
4 марта 2016 года Конституционный суд Республики Молдова вынес решение по запросу депутатов Либерал-демократической партии от ноября 2015 года, просивших оценить конституционность изменений основного закона. В итоге были признаны неконституционными четыре положения ст. 78 «Выборы президента» пункт, гласящий, что «президент Республики Молдова избирается парламентом тайным голосованием» и ещё три пункта, расписывающие процедуру избрания. Конституционный суд Республики Молдова восстановил прежнюю форму избрания президента — всенародным голосованием.
Новые правила заработали после окончания мандата Николае Тимофти, чей президентский срок завершился в 23 декабря 2016 года.

## Выборы 1991 года
Первые выборы президента Республики Молдова прошли 8 декабря 1991 года. Мирча Снегур являлся единственным кандидатом, участвовавшим в выборах, и был избран без каких-либо протестов.

## Выборы 1996 года
В выборах президента Республики Молдова 1996 года участвовали девять кандидатов.
Первый тур которых прошёл 17 ноября 1996 года (явка составила 68,13 %).
Второй тур состоялся 1 декабря 1996 года (явка составила 71,61 %). Победил Пётр Лучинский, получивший поддержку 54,02 % избирателей, участвовавших в голосовании.

## Избрание парламентом

### Выборы 2001 года
В 2000 году были внесены поправки[прояснить] в Конституцию Республики Молдова, вводившие процедуру избрания президента национальным парламентом.
Выборы президента Республики Молдова 2001 года проходили 4 апреля. Владимир Воронин был избран Парламентом президентом Республики Молдова, получив 71 голос из 89 участвовавших в голосовании депутатов. Вступил в должность 7 апреля 2001 года.

### Выборы 2005 года
- Владимир Воронин (…2005 — 11 сентября 2009)

Выборы президента Республики Молдова 2004 года проходили…

### Выборы 2009 года
- Михай Гимпу (11 сентября 2009 — 28 декабря 2010)

11 сентября 2009 года президент Республики Молдова Владимир Воронин подал в отставку. В тот же день председатель парламента Михай Гимпу стал временно исполняющим обязанности президента Республики Молдова.
30 декабря 2010 года Мариан Лупу был избран председателем парламента и занял должность исполняющего обязанности президента Республики Молдова.
16 марта 2012 года Николай Тимофти был избран президентом Республики Молдова голосами 62 депутатов Парламента.

## Выборы 2016 года
Первые прямые выборы президента Республики Молдова с 1996 года.
Первый тур состоялся 30 октября, явка 49,17 %:
- Игорь Додон (Партия социалистов Республики Молдова): 48,23 %
- Майя Санду (партия «Действие и солидарность»): 38,42 %

Второй тур выборов (Додон — Санду) прошёл 13 ноября 2016 года. Победу одержал Игорь Додон, набрав 52,18 % голосов. Его конкурентка Майя Санду набрала 47,82 % голосов.

## Выборы 2020 года
Вторые прямые выборы президента Республики Молдова с 1996 года.
В первом туре президентских выборов 1 ноября 2020 года с результатом 36,16 % голосов Майя Санду заняла первое место при том, что её основной оппонент Игорь Додон получил 32,61 % голосов; явка 42,76 %.
Во втором туре президентских выборов 15 ноября 2020 года с результатом 57,72 % голосов Майя Санду одержала победу, что сделало её первой женщиной-президентом в истории независимой Республики Молдова; явка 52,78 %.

## Выборы 2024 года
Третьи прямые выборы президента Республики Молдова с 1996 года.
В первом туре президентских выборов 20 октября 2024 года с результатом 42,49 % голосов Майя Санду заняла первое место при том, что её основной оппонент Александр Стояногло получил 25,95 % голосов; явка 51,68 %.
Во втором туре президентских выборов 3 ноября победила Майя Санду, набрав 55,33 % голосов, Александр Стояногло — 44,67 %. Явка на выборах составила чуть более 54 %.